# 勢喜遊
勢喜 遊（せき ゆう、1992年9月2日 - ）は、日本のドラマー。ロックバンドKing Gnuでドラムを担当。徳島県阿南市出身。

## 来歴
プロミュージシャンの両親を持ち、幼少期より電子ドラムを叩いていた。小・中学生時代にはダンススクールに通い、ダンサーを志望していたが、高校よりドラムに転向した。学生時代は吹奏楽部でパーカッションを担当していた。
高校卒業後、両親から「何かやりたいなら早く東京に行けば？」と言われ上京した。その後セッションバーに通うなかで新井和輝と出会い、津軽三味線デュオ「輝&輝」の初期メンバーとして参加した。
ミュージックバーで、当時Srv.Vinciのドラムを探していた常田大希と出会う。
2017年、King Gnuとして始動し、2019年に同バンドにメジャーデビュー。
2019年10月30日、自身のInstagramアカウントにて三味線奏者の白藤ひかりと結婚したことを報告した。婚姻届を提出した日は交際のきっかけを作った新井の誕生日であった。

## 人物
King Gnuではドラム、サンプラー、コーラスを担当している。他には同バンドのメンバーである常田大希のソロプロジェクト・millennium paradeにもバンドメンバーとして参加している。
The Mars Voltaなども好んで聞く。交友関係としてskillkillsや踊Foot Works、BREIMENらとも親交が深い。なお、高木祥太（BREIMEN、元エドガー・サリヴァン）とはKing Gnuの前身バンドSrv.Vinci時代からの仲で、元同居人でもある。
TAMA Drumsとエンドースメント契約を締結しており、同社のSTAR Walnut Seriesモデルの製品を使用している。また、ドラムセットには珍しく、サンプリングパッドなどの電子楽器を組み込んでいる。

## 出演

### ラジオ
- King Gnu 井口理のオールナイトニッポン0(ZERO)（2019年11月14日、ニッポン放送）- パーソナリティのKing Gnu井口理が体調不良の為ピンチヒッターを担当。[4]
- WOW MUSIC (2020年11月20日、J-WAVE) - ゲスト出演。JQ (Nulbarich)と対談[5]。
- SPARK（2022年7月19日、J-WAVE）- 火曜ナビゲーターを務めるKing Gnu新井和輝が新型コロナウィルス感染の為ピンチヒッターを担当。[6]この回以降もゲストとして不定期で出演。
- 勢喜遊のRADIO GNU(仮)（2022年12月 -、CLUB GNU会員限定コンテンツ）[7]
- J-WAVE SPECIAL SAPPORO BEER AT AGE 20, THE BEGINNING（2023年1月9日、J-WAVE）- ゲスト出演[8]

### Web
- 1億円の人脈＆人望バトル トモダチ100人よべるかな？（2025年8月1日、Amazon Prime Video）[9]

### MV
- Pecori「GONZO」（2025年8月1日）